# Junde de Homs
Junde de Homs ou Hims (em árabe: جند حمص‎; romaniz.: Jund Hims; lit. "distrito militar de Homs"), também conhecido como Junde ou Legião de Emessa, foi um dos quatro distritos militares na província califal da Síria. Sua capital foi Homs, da qual o distrito recebeu seu nome. Seus principais centros urbanos eram Lataquia, Tadmur, Jabala, Cafarda, Salamia, Tarso, Banias e a Fortaleza de Cauabi.
Após a Conquista muçulmana da Síria no século VII, o califa ortodoxo Omar dividiu a Grande Síria em quatro distritos, dentre os quais o Junde de Homs tornar-se-ia o mais ao norte. Após a ascensão do Califado Omíada, seu califa Moáuia I separou os territórios ao norte do Junde de Homs, estabelecendo o Junde de Quinacerim. A linha fronteiriça norte do Junde de Homs localizava-se imediatamente ao sul de Cara, enquanto seu limite norte localiza-se além da vila de Caraxia. A leste estava as cidades de Tadmur e Caratine.